# Briggsia longipes
Briggsia longipes là một loài thực vật có hoa trong họ Tai voi. Loài này được (Hemsl. ex Oliv.) Craib mô tả khoa học đầu tiên năm 1920.